# Samuel Irenios Kattukallil
Samuel Irenios Kattukallil (ur. 13 maja 1952 w Kadammanitta) – indyjski duchowny syromalankarski, od 2019 biskup Pathanamtitta.

## Życiorys
Święcenia kapłańskie przyjął 22 grudnia 1978 i został inkardynowany do archieparchii Trivandrum. Był m.in. dyrektorem eparchialnej uczelni, wicerektorem niższego seminarium, proboszczem w Anchal oraz syncelem archieparchii.
25 stycznia 2010 otrzymał nominację na biskupa pomocniczego Trivandrum oraz biskupa tytularnego Tamallumy. Chirotonii udzielił mu 13 marca 2010 zwierzchnik Kościoła syromalankarskiego, Baselios Cleemis Thottunkal.
10 kwietnia 2018 został mianowany koadiutorem w eparchii Pathanamthitta, zaś urząd eparchy objął 7 czerwca 2019.